# Connie Sellecca
Connie Sellecca est une actrice américaine, née le 25 mai 1955 dans le Bronx, New York (États-Unis).

## Biographie
Connie Sellecca, née le 25 mai 1955 à The Bronx, New York, est une actrice et productrice américaine. Elle est surtout connue pour ses rôles dans des séries télévisées populaires des années 1980, notamment Hôtel (Hotel) et The Greatest American Hero. Mariée à l'animateur de radio et chanteur John Tesh, elle s'est aussi impliquée dans des projets caritatifs et la promotion d'un mode de vie sain.

## Filmographie
Sauf indication contraire, les informations mentionnées dans cette section peuvent être confirmées par la base de données cinématographiques IMDb,  présente dans la section « Liens externes ».

### Cinéma
- 1992 : Eye of the Storm (en) de Robert Marcarelli : Patricia 'Pete' Peterson
- 1998 : Punch Drunk (court métrage) de Stefan Haves : ?
- 2001 : Le Secret de maman (en) (I Saw Mommy Kissing Santa Claus) de John Shepphird : Stephanie Carver
- 2009 : L'étalon sauvage (en) (The Wild Stallion) de Craig Clyde : Matty
- 2022 : A Marriage Made in Heaven de Robert Krantz : Mrs Chicopoulos

### Télévision

#### Séries télévisées
- 1978 : On Our Own : ? (saison 1, épisode 17)
- 1978-1979 : Embarquement immédiat (Flying High) : Lisa Benton (19 épisodes)
- 1980 : Beyond Westworld : Pamela Williams (4 épisodes)
- 1981-1986 : Ralph Super-héros (The Greatest American Hero) : Pam Davidson (44 épisodes)
- 1983-1988 : Hôtel (Hotel) : Christine Francis (115 épisodes)
- 1984 : Finder of Lost Loves (en) : Sara Hawthorne Nevins (saison 1, épisode 6)
- 1989 : La Confrérie de la rose (en) (Brotherhood of the Rose) : Erika Bernstein (2 épisodes)
- 1991-1992 : Enquêtes à Palm Springs (P.S. I Luv U) : Dani Powell / Wanda Talbert / Virginia Hill (13 épisodes)
- 1993-1994 : Mystères à Santa Rita (Second Chances) : Dianne Benedict (9 épisodes)
- 2001 : Bob Patterson (en) : elle-même (2 épisodes)

#### Téléfilms
- 1978 : Dans les profondeurs du triangle des Bermudes (en) (The Bermuda Depths) de Tsugunobu Kotani : Jennie Haniver
- 1979 : Captain America 2 (Captain America II: Death Too Soon) de Ivan Nagy : Dr Wendy Day
- 1979 : She's Dressed to Kill (en) de Gus Trikonis : Alix Goldman
- 1985 : Alerte à l'aéroport (en) (International Airport) de Don Chaffey et Charles S. Dubin : Dana Fredricks
- 1987 : The Last Fling (en) de Corey Allen : Gloria Franklin
- 1987 : Acompte sur meurtre (Downpayment on Murder) de Waris Hussein : Karen Cardell
- 1989 : Ascenseur pour le passé (Turn Back the Clock) de Larry Elikann : Stephanie Powers
- 1990 : Panique en plein ciel (Miracle Landing) de Dick Lowry : Mimi Tompkins
- 1990 : People Like Us de William Hale : Ruby Nolte Renthall
- 1990 : Mulberry Street de Ellen Gittelsohn : Connie Savoia
- 1992 : La Maison du mensonge (A House of Secrets and Lies) de Paul Schneider : Susan
- 1993 : Passport to Murder de David Hemmings : Helen Hollander
- 1994 : Un mari de trop (She Led Two Lives) de Bill Corcoran : Rebecca Madison
- 1995 : A Dangerous Affair (en) de Alan Metzger : Sharon Blake
- 1995 : La Part du mensonge (The Surrogate) de Jan Egleson et Raymond Hartung : Joan Quinn
- 1995 : L'Invité de Noël (en) (A Holiday to Remember) de Jud Taylor : Carolyn Giblin
- 1997 : Dors ma jolie (While My Pretty One Sleeps) de Jorge Montesi : Niamh 'Neeve' Kearny
- 1997 : L'Amour en prime (Something Borrowed, Something Blue) de Gwen Arner : Monique D'Arcy
- 1997 : La Météorite du siècle (en) (Doomsday Rock) de Brian Trenchard-Smith : Katherine
- 1999 : La Rivière du danger de Catherine Cyran : Sarah
- 2002 : Le Rêve d'Anna (Anna's Dream) de Colin Bickley : Leslie Morgan
- 2012 : Double Destinée (All About Christmas Eve) de Peter Sullivan : Elizabeth Cole